# Chareil-Cintrat
Chareil-Cintrat ist eine französische Gemeinde mit 385 Einwohnern (Stand: 1. Januar 2022) im Département Allier in der Region Auvergne-Rhône-Alpes. Sie gehört zum Arrondissement Vichy und zum Gemeindeverband Saint-Pourçain Sioule Limagne. Die Bewohner werden Chareillois und Chareilloises genannt.

## Geographie
Die nahe beieinanderliegenden und ehemals selbständigen Orte Chareil und Cintrat liegen etwa 500 Meter vom Flüsschen Bouble entfernt in der fruchtbaren und waldreichen Landschaft des Bourbonnais in einer Höhe von etwa 280 m. Die Stadt Moulins befindet sich rund 38 Kilometer nördlich. Zur Gemeinde gehören mehrere Weiler (hameaux) und Einzelhöfe.

## Geschichte
Auf dem Gebiet der heutigen Gemeinde sind die Überreste eines gallorömischen Landgutes (villa rustica) entdeckt worden. Im Mittelalter entstand die romanische Kirche von Chareil, die nach der Französischen Revolution lange Zeit als Scheune (grange) diente. Im Jahr 1830 wurden die beiden Orte zu einer Gemeinde zusammengelegt.

### Bevölkerungsentwicklung
Im 19. Jahrhundert stieg die Zahl der Einwohner von etwa 550 auf zwischenzeitlich über 900 an; aufgrund der Reblauskrise im Weinbau und der Mechanisierung der Landwirtschaft sank die Einwohnerzahl der Gemeinde danach kontinuierlich bis auf die Tiefststände in den 1990er Jahren ab.
| Jahr                       | 1962 | 1968 | 1975 | 1982 | 1990 | 1999 | 2006 | 2016 | 2022 |
| Einwohner                  | 445  | 479  | 378  | 316  | 311  | 317  | 335  | 358  | 385  |
| Quellen: Cassini und INSEE |      |      |      |      |      |      |      |      |      |

## Wirtschaft
Jahrhundertelang lebten die meist vom Priorat abhängigen Einwohner von Chareil und Cintrat als Selbstversorger von der Landwirtschaft, zu der auch der Weinbau gehörte; hinzu kamen regionaler Kleinhandel und Handwerk. Während der Reblauskrise gegen Ende des 19. Jahrhunderts kam der Weinbau zeitweilig völlig zum Erliegen, doch werden mittlerweile wieder Rot-, Rosé- und Weißweine produziert, die über die Appellationen „Saint-Pourçain“ und „Val de Loire“ vermarktet werden. Einige der leerstehenden Häuser des Ortes wurden zu Ferienwohnungen (gîtes) umgebaut.

## Sehenswürdigkeiten
- Die Pfarrkirche Saint-Blaise ist ein äußerlich völlig unscheinbarer Bau aus dem 12. Jahrhundert, dessen Apsis und Vierungsturm während und nach der Französischen Revolution zerstört wurden. Erhalten sind das tonnengewölbte Mittelschiff und das Querschiff sowie ein hölzerner Vorbau (caquetoire) aus der Zeit der Renaissance. Das Bauwerk wurde im Jahr 1981 als Monument historique anerkannt.[1]
- Das Château du Bas-Chareil befindet sich in unmittelbarer Nähe von Chareil. Es hat mittelalterliche Ursprünge, doch geht das heutige Erscheinungsbild des Hauptbaus mit dem Wohntrakt (corps de logis) und zwei seitlichen Rundtürmen im Wesentlichen auf die Mitte 16. Jahrhundert zurück – alle Bauteile zeigen die seit der Renaissance üblichen Kreuzstockfenster. Dem 18. Jahrhundert sind einige Nebengebäude zuzuordnen. Der Bau wurde im Jahr 1958 in die Liste der Monuments historiques aufgenommen.[2]
- Das etwa anderthalb Kilometer südwestlich des Ortskerns von Chareil gelegene Château de Blanzat (46° 15′ 26″ N, 3° 12′ 26″ O) ist eine repräsentative Anlage mit altem und neuem Schloss sowie mehreren Nebengebäuden, die in mehreren Bauphasen vom 15. bis zum 19. Jahrhundert entstand. Der historische Baukomplex befindet sich in Privatbesitz und ist seit 2004 als Monument historique anerkannt.[3]
- Die Überreste des im 17. Jahrhundert in einem mittelalterlichen Stilmix erbauten Château d’Artanges befinden sich etwa 500 Meter nordöstlich des Ortsteils Cintrat (46° 16′ 15″ N, 3° 13′ 27″ O). Die Burganlage befindet sich in Privatbesitz und ist seit 1978 als Monument historique anerkannt.[4] Außerhalb der Mauerumgürtung sind weitere Teile einer ehemaligen Burg zu erkennen.
- Auch das am Flüsschen Bouble gelegene Château de La Rivière ist erwähnenswert. Es befindet sich jedoch ebenfalls in Privatbesitz und ist nicht zu besichtigen.

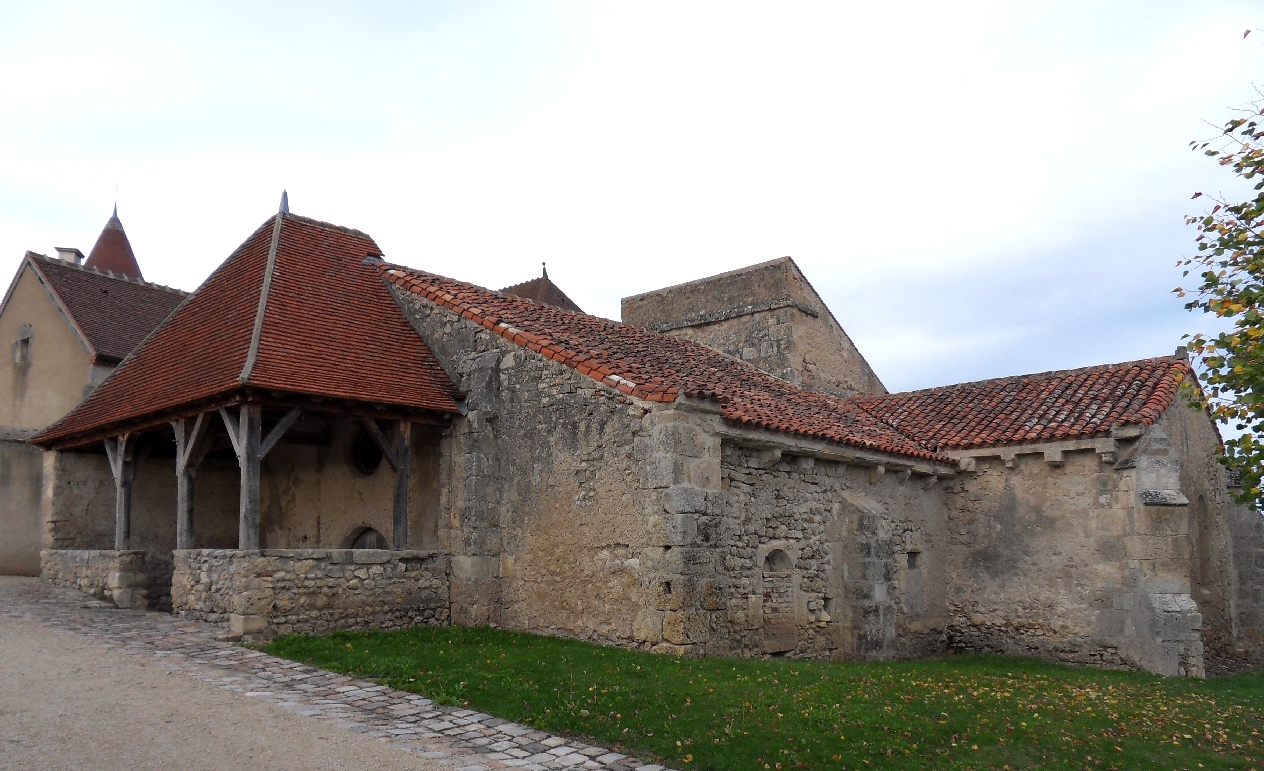
Vorhalle, Langhaus und Querhaus der Kirche Saint-Blaise
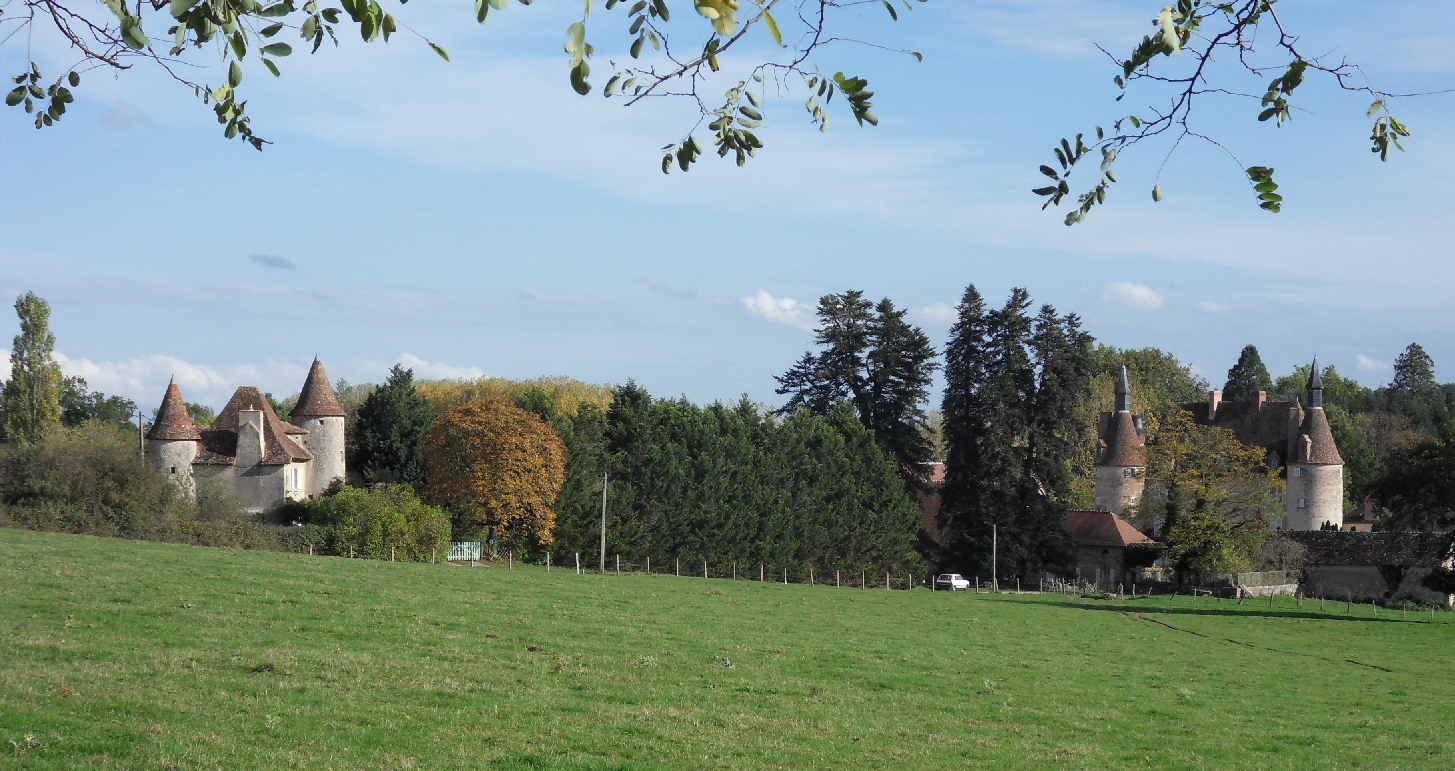
Château de Blanzat
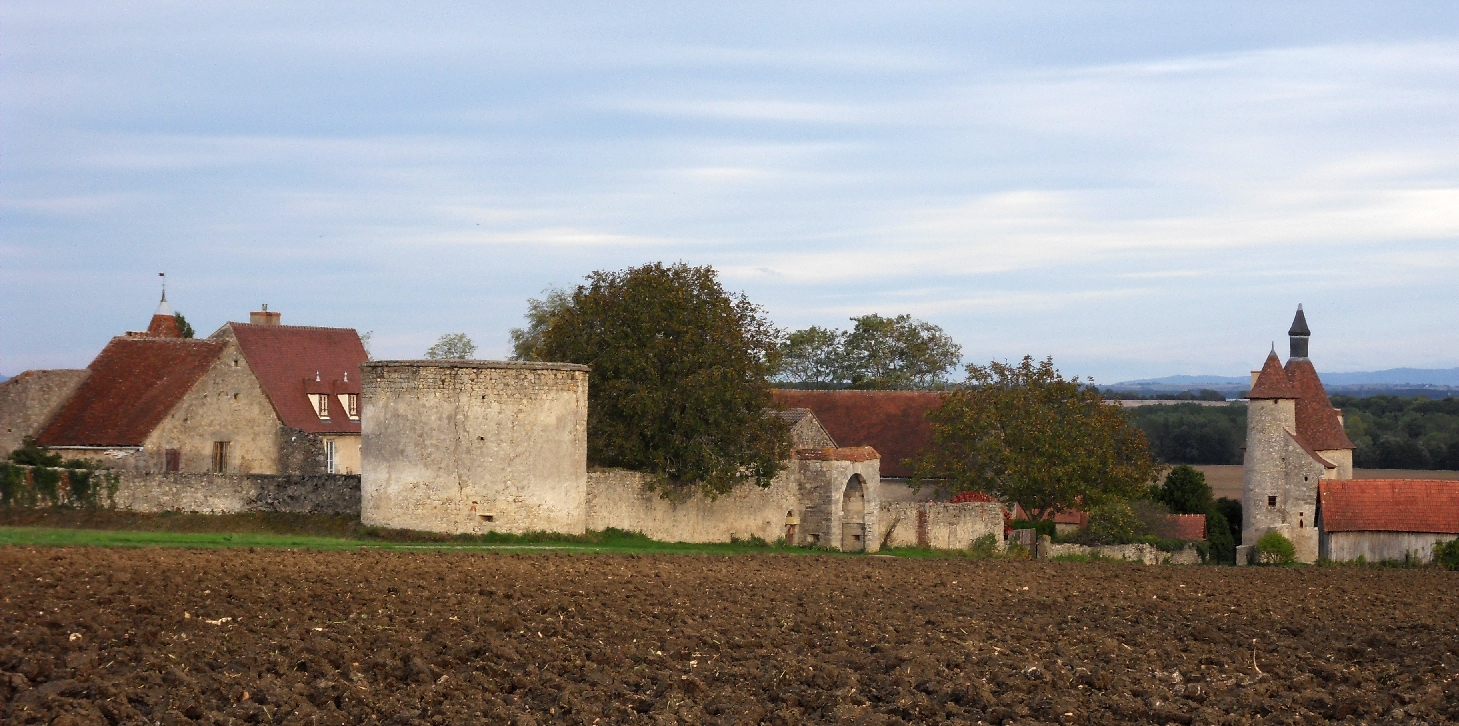
Château d’Artanges

## Belege
1. ↑  Église Saint-Blaise, Chareil in der Base Mérimée des französischen Kulturministeriums (französisch)
2. ↑  Château du Bas-Chareil, Chareil in der Base Mérimée des französischen Kulturministeriums (französisch)
3. ↑  Château de Blanzat, Chareil-Cintrat in der Base Mérimée des französischen Kulturministeriums (französisch)
4. ↑  Château d’Artangues, Chareil-Cintrat in der Base Mérimée des französischen Kulturministeriums (französisch)